# Зарва, Майя Владимировна
Ма́йя Влади́мировна За́рва (12 февраля 1926, Москва, СССР — 5 августа 2003, Москва, Российская Федерация) — советский и российский лингвист, кандидат филологических наук, доцент МГУ, член Союза журналистов России, специалист в области практической орфоэпии русского языка.

## Биография
С 1949 года — консультант по русскому языку дикторской группы Центрального радио. На основании картотеки сложностей русского ударения, которая велась сотрудниками радио на основе консультаций с ведущими языковедами (Д. Н. Ушаковым, К. И. Былинским, С. И. Ожеговым), составила, совместно с Ф. Л. Агеенко, орфоэпическое пособие «В помощь диктору», впервые изданное в 1951 г. и расширенное затем в «Словарь ударений русского языка», выдержавший к 2001 г. десять изданий (под различными названиями, с постоянным внесением изменений и дополнений). 
С 1953 года, с момента создания факультета журналистики МГУ, почти 40 лет преподавала на кафедре стилистики русского языка. Автор учебного пособия «Современный русский язык: Орфоэпия» (1977).
Умерла 5 августа 2003 года в Москве. Похоронена на Химкинском кладбище.

## Статьи
- Зарва М. В. О пользе словарей (специально для работников радио и телевидения) // Грамота.ру, 17.11.2000
- Зарва М. В. Не будем дикарями // Литературная Россия, №6, 08.02.2002